# Tannières
Tannières település Franciaországban, Aisne megyében. Lakosainak száma 16 fő (2022. január 1.). Tannières Jouaignes, Lhuys, Mont-Notre-Dame és Quincy-sous-le-Mont községekkel határos.

## Népesség
A település népessége az elmúlt években az alábbi módon változott:
| Lakosok száma | 49   | 37   | 26   | 14   | 13   | 15   | 16   | 17   | 17   | 16   |
|               | 1968 | 1982 | 1990 | 2006 | 2013 | 2015 | 2017 | 2019 | 2020 | 2022 |